# Чентраке
Чентраке (итал. Centrache) — коммуна в Италии, располагается в регионе Калабрия, в провинции Катандзаро.
Население составляет 495 человек (2008 г.), плотность населения составляет 71 чел./км². Занимает площадь 7 км². Почтовый индекс — 88060. Телефонный код — 0967.
Покровителем населённого пункта считается святой Онуфрий, празднование 12 июня.

## Демография
Динамика населения:

## Администрация коммуны
- Официальный сайт: https://web.archive.org/web/20081202092421/http://www.omnia.net/centrache/